# Podosoje (miasto Vrlika)
Podosoje – wieś w Chorwacji, w żupanii splicko-dalmatyńskiej, w mieście Vrlika. W 2011 roku liczyła 194 mieszkańców.